# 安托万·卡尔
安托万·拉博特·卡尔（英語：Antoine Labotte Carr，1961年7月23日—），美国NBA联盟前职业篮球运动员。他在1983年的NBA选秀中第1轮第8顺位被底特律活塞选中。